# Diema Xtra Sofia Open 2018
Diema Xtra Sofia Open 2018  byl tenisový turnaj mužů na profesionálním okruhu ATP World Tour, hraný v místním areálu na krytých dvorcích s tvrdým povrchem. Probíhal mezi 5. až 11. únorem 2018 v bulharské metropoli Sofii jako třetí ročník turnaje.
Poprvé se akce uskutečnila pod názvem nového generálního partnera, televizní stanice DIEMA XTRA z mediální skupiny Nova Broadcasting Group.
Turnaj se řadil do kategorie ATP World Tour 250. Do dvouhry nastoupilo dvacet osm hráčů a ve čtyřhře startovalo šestnáct párů. Celkový rozpočet činil 561 345 eur. Nejvýše nasazeným hráčem ve dvouhře se stal patnáctý tenista světa Stan Wawrinka ze Švýcarska, jenž dohrál v semifinále na raketě Bašiće. Posledním přímým účastníkem v hlavní singlové soutěži byl kazašský 122. hráč žebříčku Serhij Stachovskyj.
Premiérovou trofej na okruhu ATP Tour vybojoval 26letý bosenský kvalifikant Mirza Bašić, který ovládl dvouhru a  v následném vydání žebříčku ATP se premiérově posunul do elitní světové stovky na 77. příčku. Druhou společnou trofej ze čtyřhry turnajů ATP získal nizozemský pár Robin Haase a Matwé Middelkoop.

## Rozdělení bodů
| Soutěž  | vítězové | finalisté | semifinalisté | čtvrtfinalisté | 16 v kole | 32 v kole | Q  | Q2 | Q1 |
| ------- | -------- | --------- | ------------- | -------------- | --------- | --------- | -- | -- | -- |
| dvouhra | 250      | 150       | 90            | 45             | 20        | 0         | 12 | 6  | 0  |
| čtyřhra | 250      | 150       | 90            | 45             | 0         | —         | —  | —  | —  |

### Finanční odměny
| Soutěž                              | vítězové | finalisté | semifinalisté | čtvrtfinalisté | 16 v kole | 32 v kole | Q2     | Q1     |
| ----------------------------------- | -------- | --------- | ------------- | -------------- | --------- | --------- | ------ | ------ |
| dvouhra                             | €89 435  | €47 105   | €25 515       | €14 535        | €8 565    | €5 075    | €2 285 | €1 145 |
| čtyřhra                             | €21 170  | €14 280   | €7 740        | €4 430         | €2 590    | —         | —      | —      |
| částka ve čtyřhře je uvedena na pár |          |           |               |                |           |           |        |        |

## Dvouhra mužů

### Nasazení
| Stát                          | Hráč                  | ATP | Nasazení |
| ----------------------------- | --------------------- | --- | -------- |
| Švýcarsko                     | Stan Wawrinka         | 15. | 1.       |
| Francie                       | Adrian Mannarino      | 25  | 2        |
| Lucembursko                   | Gilles Müller         | 28. | 3.       |
| Německo                       | Philipp Kohlschreiber | 36. | 4.       |
| Nizozemsko                    | Robin Haase           | 42. | 5.       |
| Srbsko                        | Viktor Troicki        | 67. | 6.       |
| Portugalsko                   | João Sousa            | 68. | 7.       |
| Rusko                         | Jevgenij Donskoj      | 71. | 8.       |
| Žebříček ATP k 29. lednu 2018 |                       |     |          |

### Jiné formy účasti
Následující hráčí obdrželi divokou kartu do hlavní soutěže:
- Adrian Andrejev
- Alexandr Donskij
- Dimitar Kuzmanov

Následující hráči postoupili z kvalifikace:
- Mirza Bašić
- Ernests Gulbis
- Martin Kližan
- Jozef Kovalík

Následující hráči postoupili z kvalifikace jako tzv. šťatní poražení:
- Salvatore Caruso
- Florian Mayer

### Odhlášení
před zahájením turnaje
- Grigor Dimitrov  → nahradil jej  Stan Wawrinka
- Matthew Ebden → nahradil jej  Florian Mayer
- Čong Hjon → nahradil jej  Blaž Kavčič
- Filip Krajinović → nahradil jej  Marcos Baghdatis
- Michail Kukuškin → nahradil jej  Salvatore Caruso
- Lu Jan-sun → nahradil jej  Malek Džazírí

## Mužská čtyřhra

### Nasazení
| Stát                                                                                   | Hráč             | Stát       | Hráč               | ATP  | Nasazení |
| -------------------------------------------------------------------------------------- | ---------------- | ---------- | ------------------ | ---- | -------- |
| Polsko                                                                                 | Marcin Matkowski | Pákistán   | Ajsám Kúreší       | 67.  | 1.       |
| Chorvatsko                                                                             | Nikola Mektić    | Rakousko   | Alexander Peya     | 80.  | 2.       |
| USA                                                                                    | Nicholas Monroe  | Austrálie  | John-Patrick Smith | 97.  | 3.       |
| Nizozemsko                                                                             | Robin Haase      | Nizozemsko | Matwé Middelkoop   | 101. | 4.       |
| Žebříček ATP k 29. lednu 2018; číslo je součtem žebříčkového postavení obou členů páru |                  |            |                    |      |          |

### Jiné formy účasti
Následující páry obdržely divokou kartu do hlavní soutěže:
- Alexandr Donskij /  Alexandar Lazov
- Dimitar Kuzmanov /  Vasko Mladenov

Následující pár nastoupil do soutěže z pozice náhradníka:
- Radoslav Šandarov /  Vasil Šandarov

### Odhlášení
před zahájením turnaje
- Michail Kukuškin

## Přehled finále

### Mužská dvouhra
- Mirza Bašić vs.  Marius Copil, 7–6(8–6), 6–7(4–7), 6–4

### Mužská čtyřhra
- Robin Haase /  Matwé Middelkoop vs.  Nikola Mektić /  Alexander Peya, 5–7, 6–4, [10–4]